# Eboracum

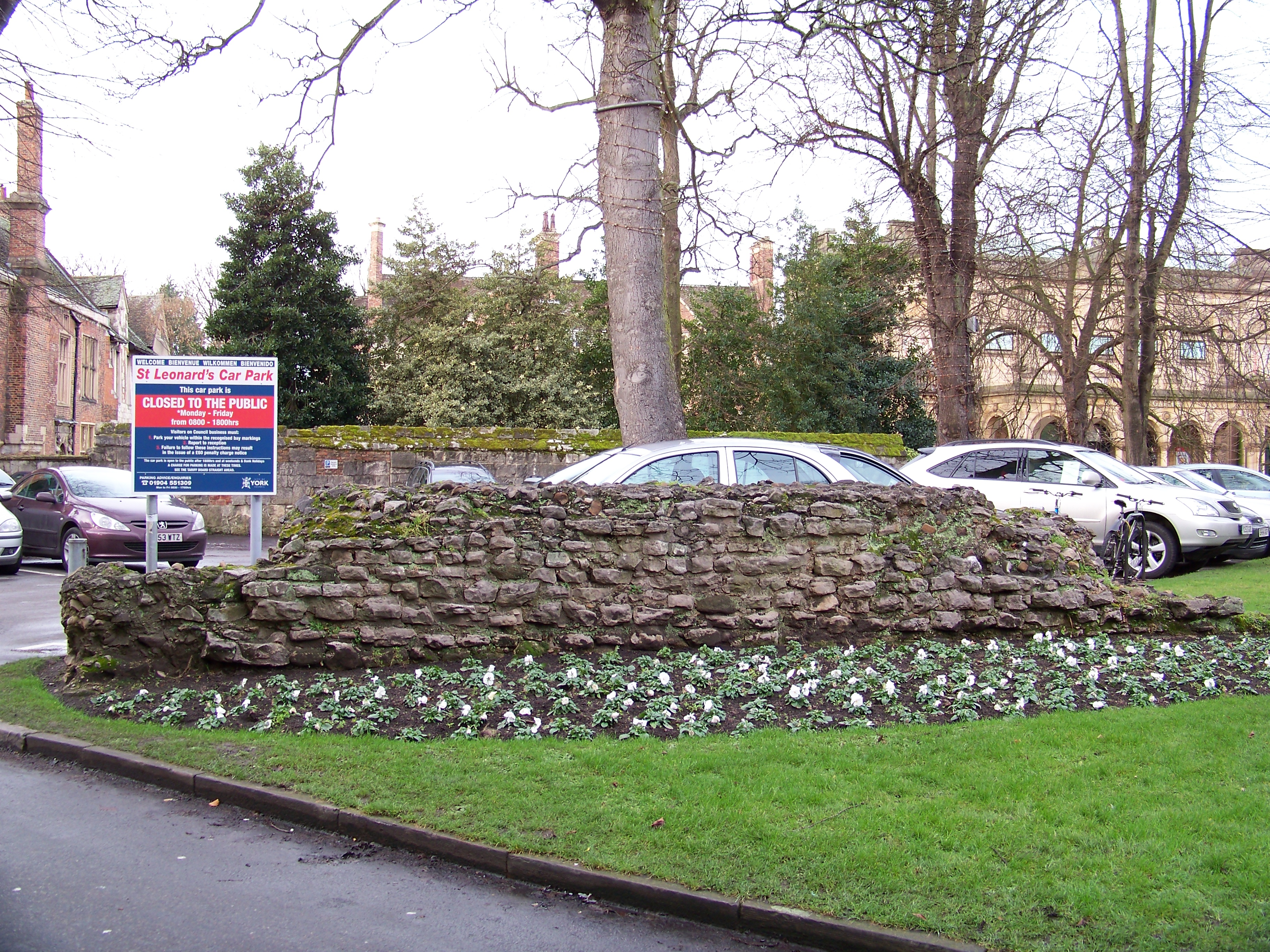
Ruinele unui zid roman, York

Eboracum a fost un fort și un oraș roman în provincia Britania. Este situat pe amplasamentul actualului oraș York, comitatul Yorkshire, Regatul Unit.